# Hrvatska jeka
Hrvatska jeka je bio tjedni list koji je izlazio u Osijeku. U zaglavlju je stajao HSS-ov slogan Vjera u Boga i seljačka sloga.

## Povijest
Prvi broj izašao je u siječnju 1936. godine. Izlazio je svake nedjelje.